# Indywidualne Mistrzostwa Wielkiej Brytanii na Żużlu 2006

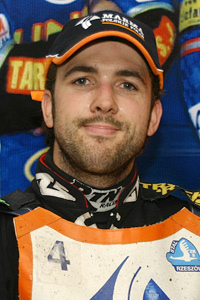
Scott Nicholls - mistrz Wielkiej Brytanii 2006

Indywidualne mistrzostwa Wielkiej Brytanii na żużlu – cykl turniejów żużlowych mających wyłonić najlepszych żużlowców brytyjskich w sezonie 2006. Tytuł wywalczył Scott Nicholls z Coventry Bees.

## Finał
- 11 czerwca 2006,  Manchester – Belle Vue

| Msc. | Zawodnik              | Klub                | Pkt  |                |  |
| ---- | --------------------- | ------------------- | ---- | -------------- |  |
| 1    | (11) Scott Nicholls   | Coventry Bees       | 13+3 | (2,3,2,3,3) +3 |  |
| 2    | (6) Joe Screen        | Belle Vue Aces      | 12+2 | (2,2,3,2,3) +2 |  |
| 3    | (4) Simon Stead       | Belle Vue Aces      | 11+1 | (1,3,2,3,2) +1 |  |
| 4    | (9) Chris Harris      | Coventry Bees       | 13+0 | (3,3,3,1,3) +0 |  |
| 5    | (10) Andy Smith       | Reading Racers      | 11   | (1,2,3,3,2)    |  |
| 6    | (14) Leigh Lanham     | Arena Essex Hammers | 10   | (3,3,1,2,1)    |  |
| 7    | (1) Edward Kennett    | Rye House Rockets   | 8    | (3,2,0,1,2)    |  |
| 8    | (2) Lee Richardson    | Swindon Robins      | 8    | (2,0,2,2,2)    |  |
| 9    | (8) David Howe        | Oxford Cheetahs     | 7    | (0,1,2,1,3)    |  |
| 10   | (5) Oliver Allen      | Coventry Bees       | 6    | (1,1,1,3,0)    |  |
| 11   | (7) David Norris      | Eastbourne Eagles   | 5    | (3,2,-,-,- )   |  |
| 12   | (13) Ricky Ashworth   | Sheffield Tigers    | 5    | (2,w,3,d,d)    |  |
| 13   | (3) Carl Wilkinson    | Newport Wasps       | 3    | (u,u,0,2,1)    |  |
| 14   | (12) Garry Stead      | Workington Comets   | 2    | (0,1,w,u,1)    |  |
| 15   | (15) Paul Hurry       | Arena Essex Hammers | 2    | (1,1,-,-,-)    |  |
| 16   | (16) Chris Neath      | Rye House Rockets   | 2    | (0,0,1,w,1)    |  |
|      | rez. Benji Compton    | Sheffield Tigers    | 1    | (0,1,0)        |  |
|      | rez. Jonathon Bethell |                     | 0    | (0,0,0)        |  |

Uwaga: o zwycięstwie w turnieju decydowała kolejność wyścigu finałowego, w którym wystartowała czwórka najlepszych zawodników po 20 biegach.
Bieg po biegu:
1. Kennett, Richardson, S.Stead, Wilkinson (u)
2. Norris, Screen, Allen, Howe
3. Harris, Nicholls, Smith, G.Stead
4. Lanham, Ashworth, Hurry, Neath
5. Harris, Kennett, Allen, Compton, Ashworth (w)
6. Lanham, Screen, G.Stead, Richardson
7. Nicholls, Norris, Hurry, Wilkinson (u)
8. S.Stead, Smith, Howe, Neath
9. Screen, Nicholls, Neath, Kennett
10. Smith, Richardson, Allen, Bethell
11. Harris, Howe, Lanham, Wilkinson
12. Ashworth, S.Stead, Compton, G.Stead (w)
13. Smith, Lanham, Kennett, Bethell
14. Nicholls, Richardson, Howe, Ashworth (d)
15. Allen, Wilikinson, G.Stead (u), Neath (u/w)
16. S.Stead, Screen, Harris, Compton
17. Howe, Kennett, G.Stead, Bethell
18. Harris, Richardson, Neath
19. Screen, Smith, Wilikinson, Ashworth (d)
20. Nicholls, S.Stead, Lanham, Allen
21. FINAŁ: Nicholls, Screen, S.Stead, Harris